# دانیل مخیاس
دانیل مخیاس (انگلیسی: Daniel Mejías؛ زادهٔ ۲۶ ژوئیهٔ ۱۹۸۲) بازیکن فوتبال اهل آندورا است.
از باشگاه‌هایی که در آن بازی کرده‌است می‌توان به باشگاه فوتبال بارسلونا سی اشاره کرد.
وی همچنین در تیم ملی فوتبال آندورا بازی کرده‌است.